# Michael Willeitner
Michael Willeitner (* 5. September 1990) ist ein ehemaliger deutscher Biathlet.
Michael Willeitner startete für den Skiclub Berchtesgaden. Ab der Saison 2011/12 startete er regelmäßig bei internationalen Rennen im IBU-Cup. In Haute-Maurienne gewann er als 19. erste Punkte, konnte zunächst dieses Niveau jedoch nicht halten, verbesserte sich danach stetig, bis er ab der folgenden Saison regelmäßig in die Punkte lief. 2013 erreichte er an der Seite von Tobias Hermann, Johannes Kühn und Benedikt Doll erstmals im Staffelrennen von Obertilliach als Drittplatzierter ein Podiumsresultat. In der Saison, die schon mit vierten Rang in der Pokalwertung der Deutschen Meisterschaften begann, gehört er nach der Zugehörigkeit zum Förderkader in der Vorsaison erstmals der zweiten Gruppe des Nationalkaders an.
Seinen ersten Einsatz im Biathlon-Weltcup hatte Willeitner in der Saison 2014/15 beim Sprint in Hochfilzen, wo er die Qualifikation für das Verfolgungsrennen mit Rang 69 verpasste. Im Herbst 2015 wurde er bei den Deutschen Meisterschaften sowohl im Sprint als auch mit der Staffel des BSV Deutscher Meister. Nach zunächst mäßigen Platzierungen im IBU-Cup gewann er im Rahmen des Deutschlandpokals im Januar 2016 in Martell (Südtirol) einen Sprint und wurde in der anschließenden Verfolgung Zweiter hinter Fabian Bekelaer.
Im April 2018 beendete Willeitner seine aktive Karriere.

## Statistik
- Bilanz im Weltcup

Die Tabelle zeigt alle Platzierungen (je nach Austragungsjahr einschließlich Olympische Spiele und Weltmeisterschaften).
- 1.–3. Platz: Anzahl der Podiumsplatzierungen
- Top 10: Anzahl der Platzierungen unter den ersten zehn (einschließlich Podium)
- Punkteränge: Anzahl der Platzierungen innerhalb der Punkteränge (einschließlich Podium und Top 10)
- Starts: Anzahl gelaufener Rennen in der jeweiligen Disziplin
- Staffel: inklusive Mixed- und Single-Mixed-Staffeln

| Platzierung         | Einzel | Sprint | Verfolgung | Massenstart | Staffel | Gesamt |
| ------------------- | ------ | ------ | ---------- | ----------- | ------- | ------ |
| 1. Platz            |        |        |            |             |         |        |
| 2. Platz            |        |        |            |             |         |        |
| 3. Platz            |        |        |            |             |         |        |
| Top 10              |        |        |            |             |         |        |
| Punkteränge         |        | 1      |            |             |         | 1      |
| Starts              | 1      | 2      | 1          |             |         | 4      |
| Stand: Karriereende |        |        |            |             |         |        |